# Labena tinctipennis
Labena tinctipennis là một loài tò vò trong họ Ichneumonidae.